# Бозорт, Ричард Милтон
Ричард Милтон Бозорт (англ. Bozorth Richard Milton; 10 апреля 1896, Сейлем, штат Орегон — 24 января 1981, Шорт Хиллс, Нью-Джерси, США) — американский физик, член Национальной АН.[уточнить].

## Биография
Ричард Бозорт родился в 1896 году в Сейлеме.
В 1922 получил степень доктора философии в Калифорнийском технологическом институте. 
С 1923 по 1961 год работал в «Белл лабораториез» (в 1926—46 — руководитель магнитных исследований).

## Научные интересы
Работы в области физики твердого тела, ферромагнетизма, магнитных материалов, физики металлов. Независимо от других заложил основы теории доменов, открыл ряд слабо ферромагнитных металлов. Исследовал ферромагнитную анизотропию, магнитострикцию, эффект Баркгаузена, отжиг железо-кобальто-никелевых сплавов в магнитном поле. Показал возможность получения квадратной петли гистерезиса. Выполнил первые измерения магнитной восприимчивости высокотемпературного сверхпроводника Nb, Sn. 

## Основные труды
- Р. М. Бозорт, Ферромагнетизм [5]